# Hippolyte Cambe
Hippolyte Cambe est un homme politique français né le 26 septembre 1844 à Parisot (Tarn-et-Garonne) et décédé le 11 octobre 1912 à Parisot.

## Biographie
Docteur en droit en 1870, il est avocat, maire de Parisot de 1886 à 1900, conseiller général du canton de Saint-Antonin-Noble-Val de 1887 à 1904 et député de Tarn-et-Garonne de 1890 à 1893, siégeant sur les bancs républicains.

## Sources
- Ressource relative à la vie publique :   - Base Sycomore
- « Hippolyte Cambe », dans le Dictionnaire des parlementaires français (1889-1940), sous la direction de Jean Jolly, PUF, 1960 [détail de l’édition]